# کلیسای جامع ووستر
کلیسای جامع ووستر (انگلیسی: Worcester Cathedral) یک کلیسای جامع در شهر ووستر، انگلستان است.
این کلیسا که در سال ۶۸۰ میلادی بنیان‌گذاری شده اما ساختمان فعلی آن مابین سال‌های ۱۰۸۴ تا ۱۵۰۴ میلادی ساخته شده است، کلیسای ووستر دارای یک برج با ارتفاع ۵۲ متر در پشت بام و ۶۲ متر در بلندترین نقطه می‌باشد.

## نگارخانه

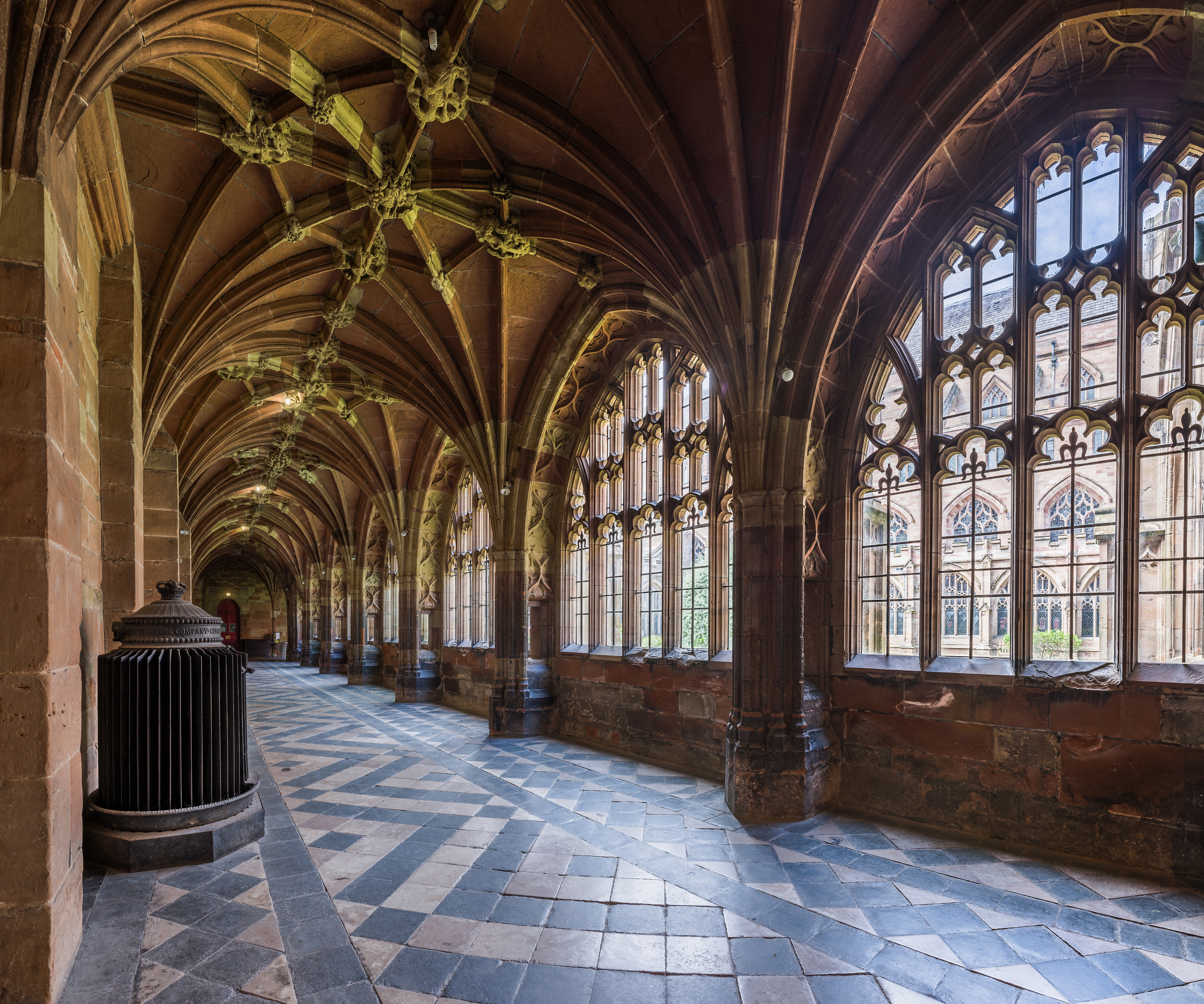
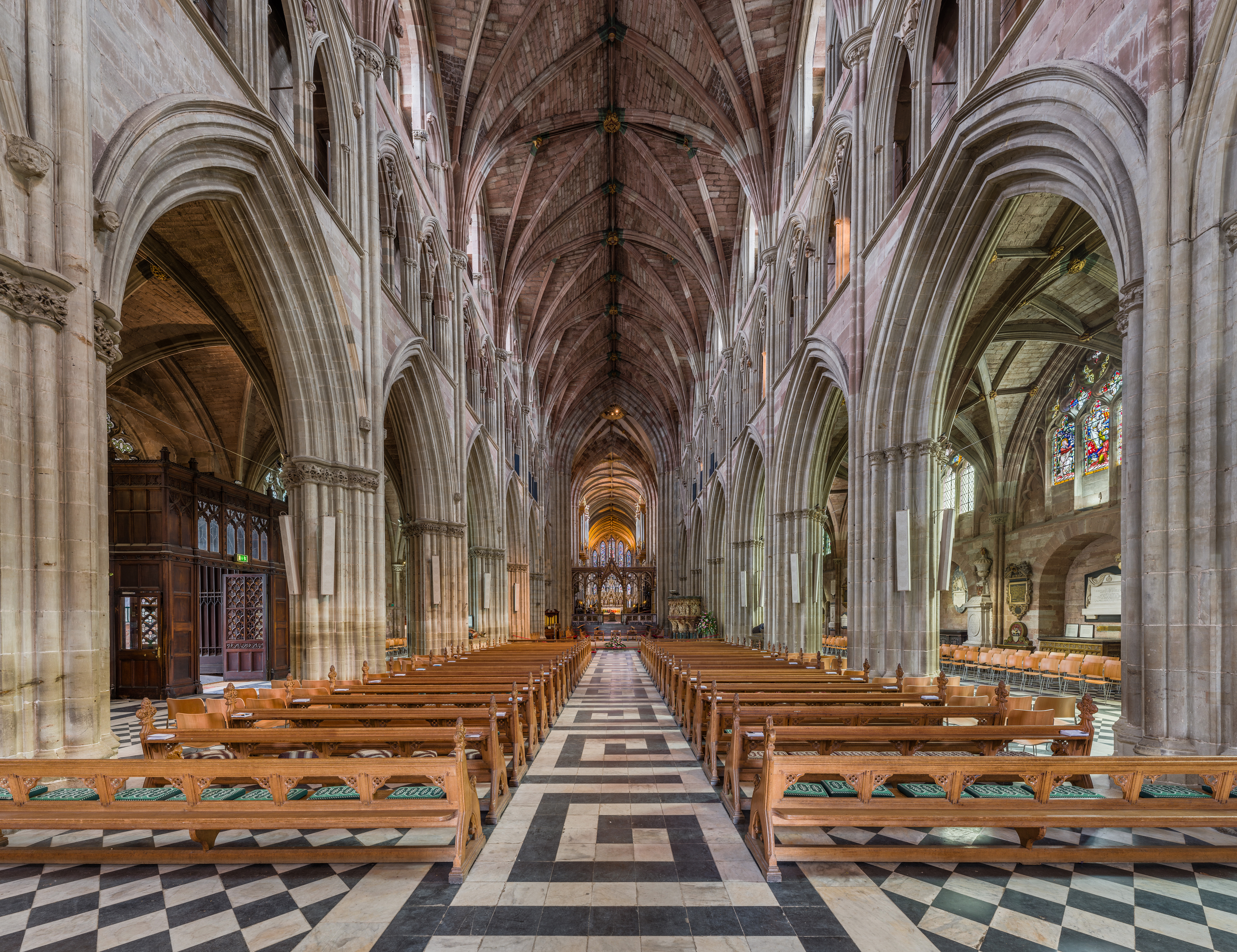
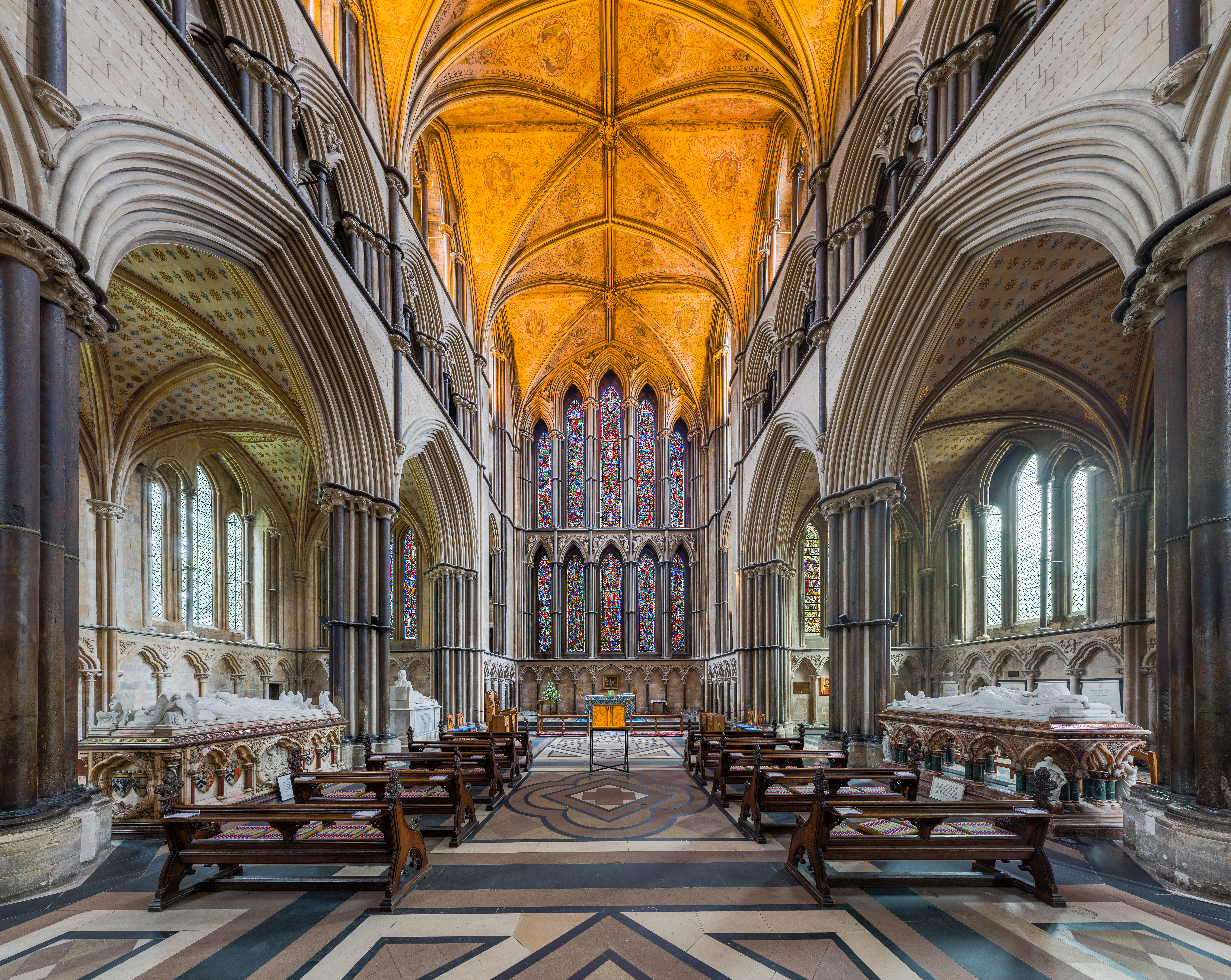
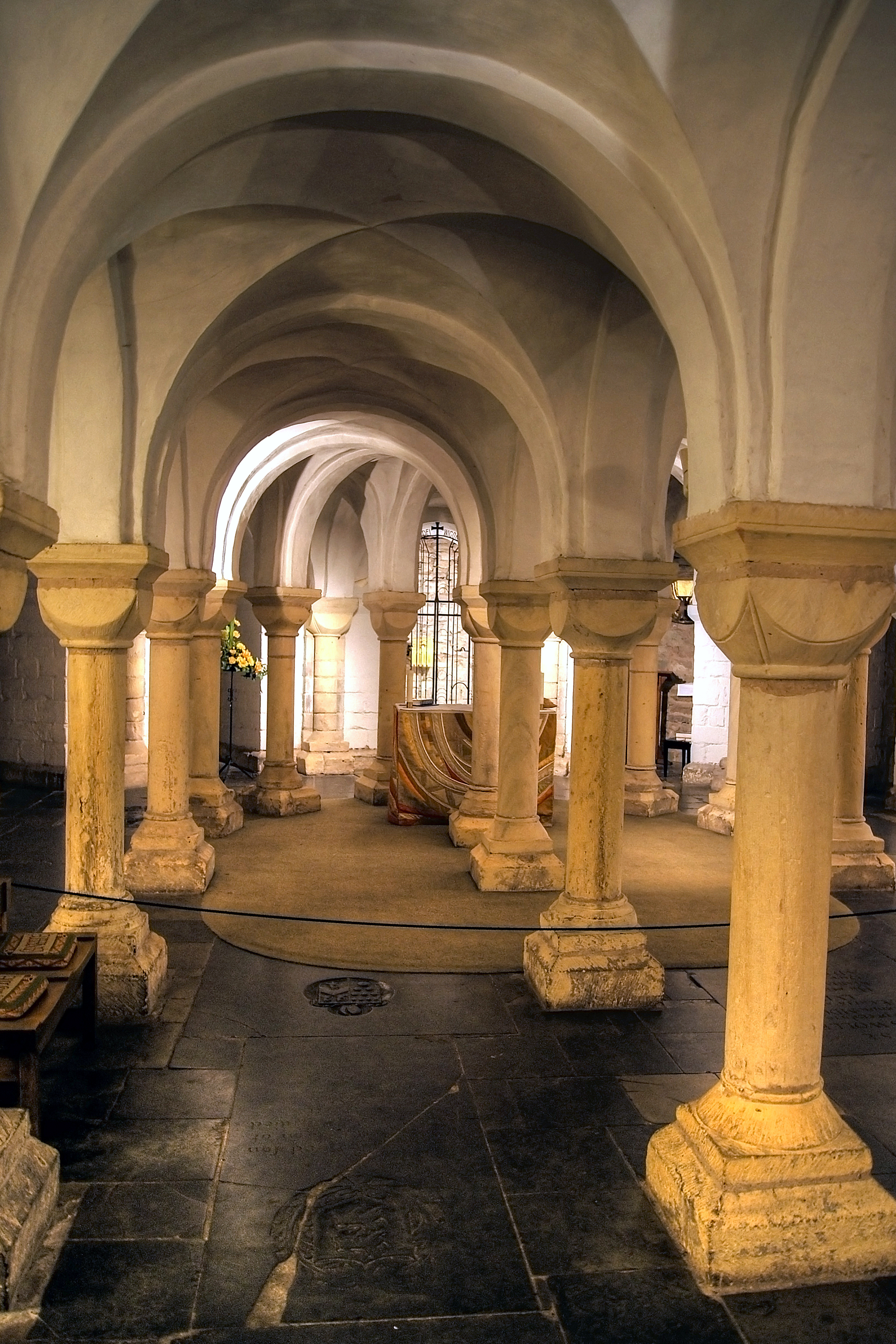
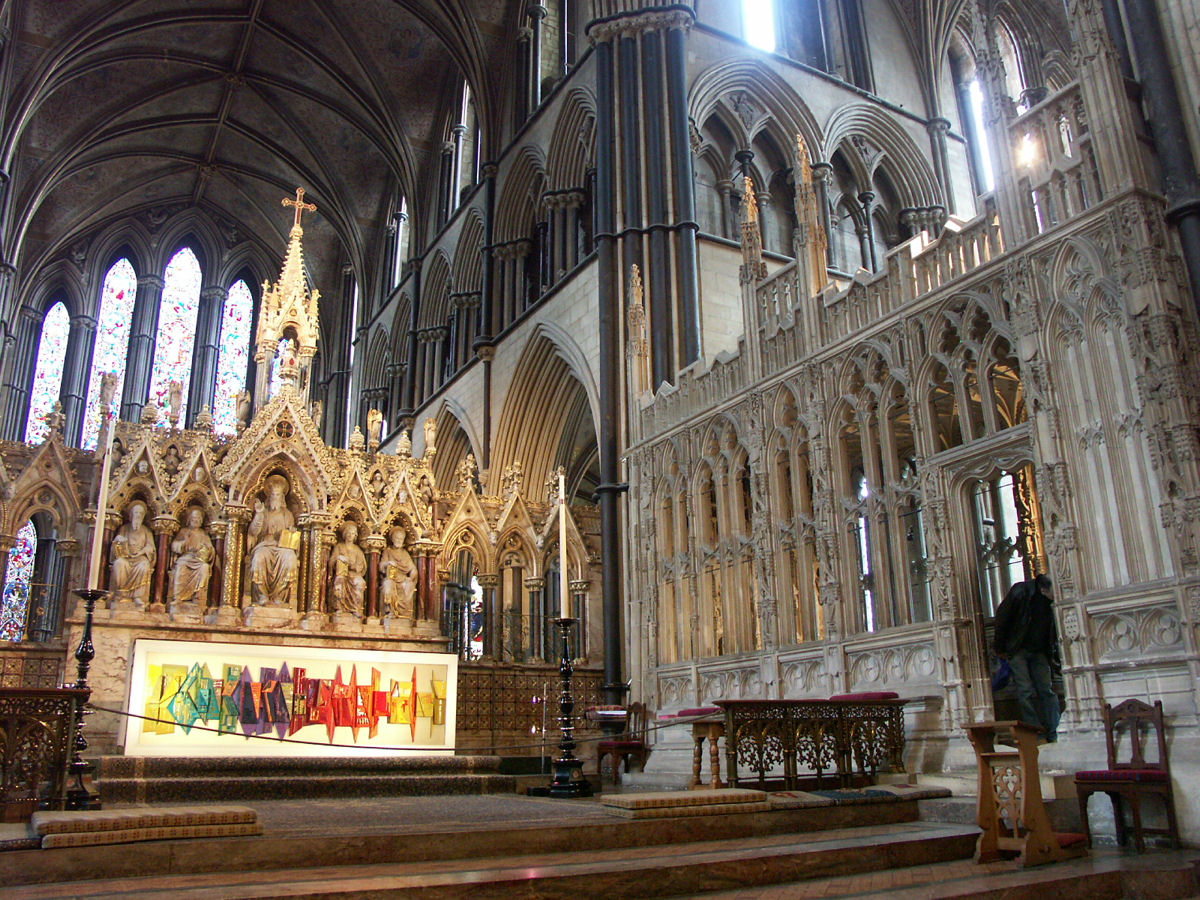
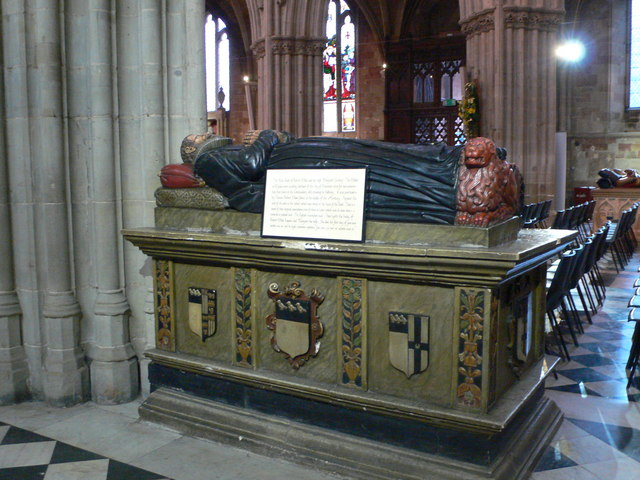
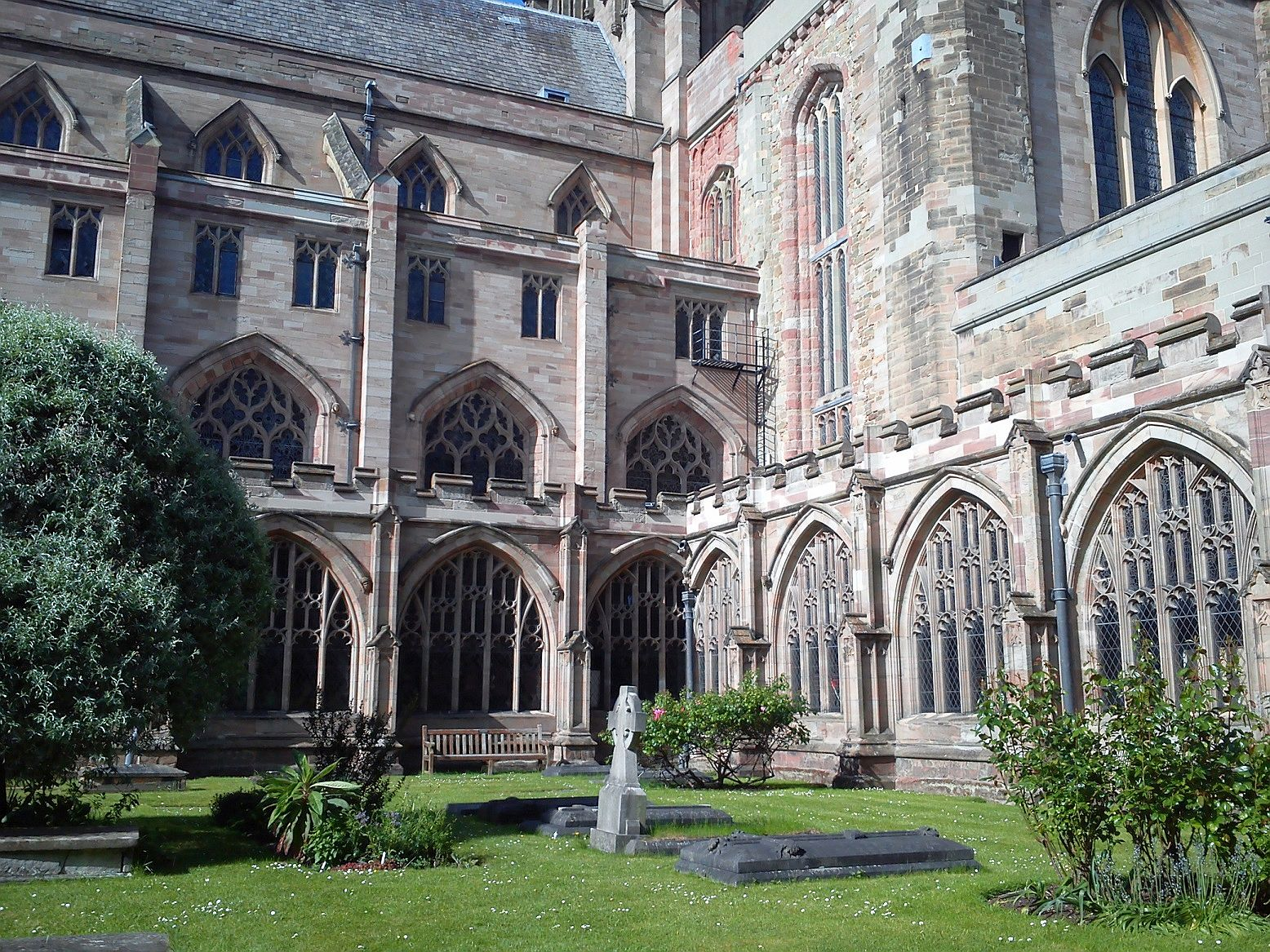
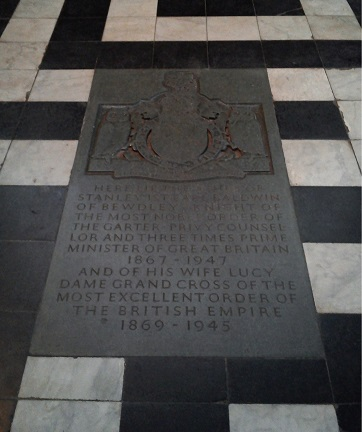
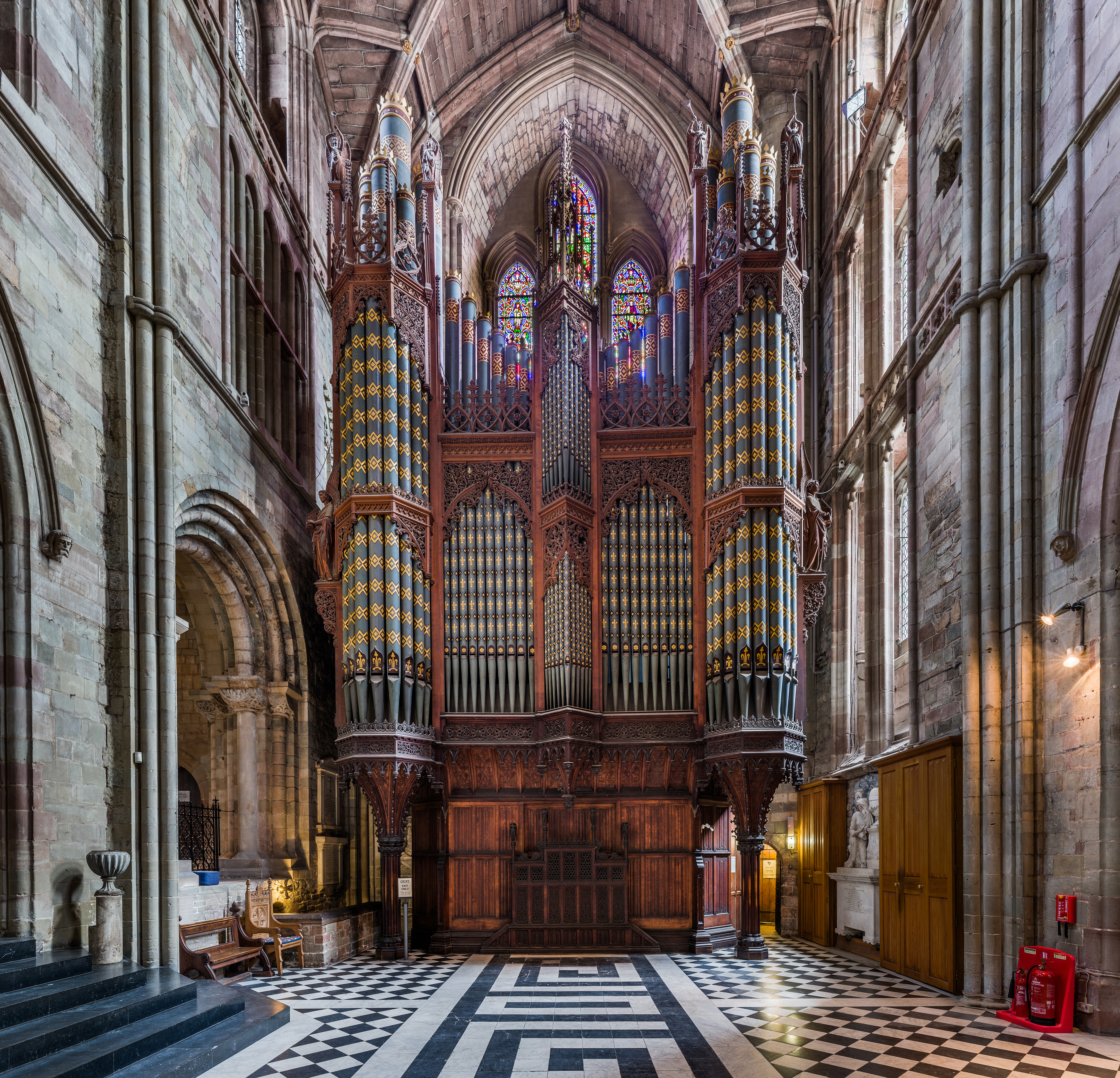
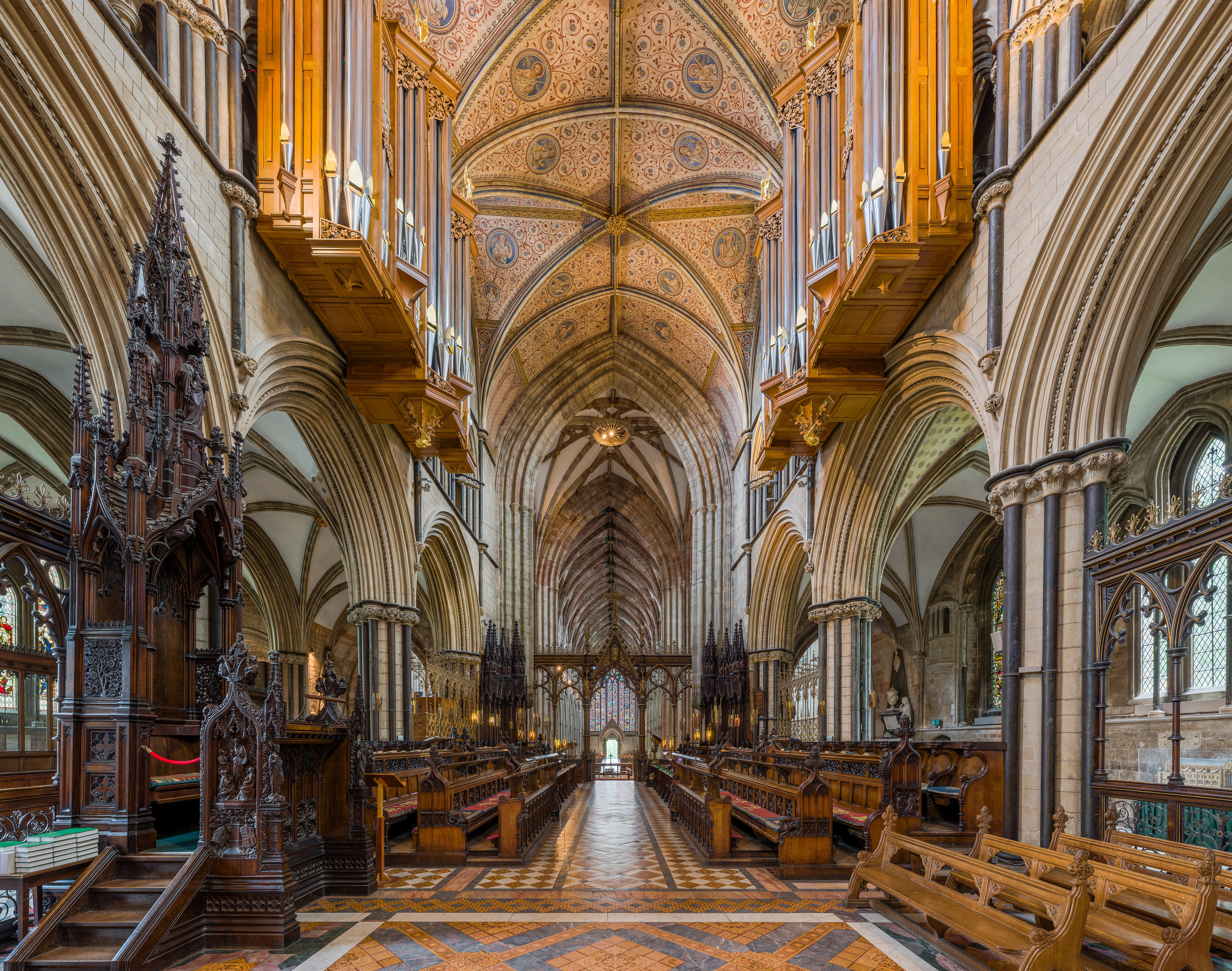
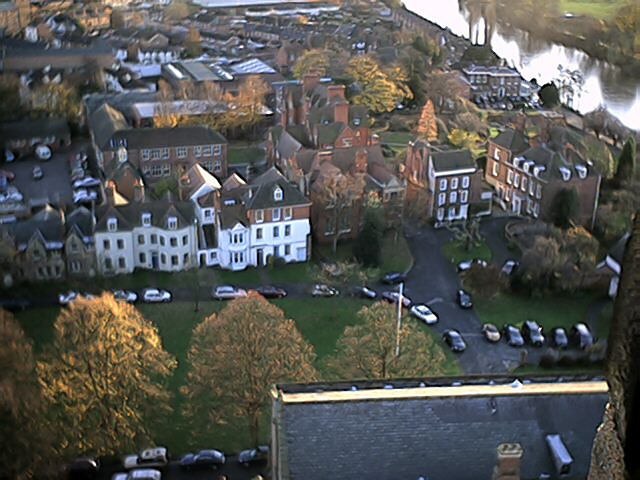
College Green
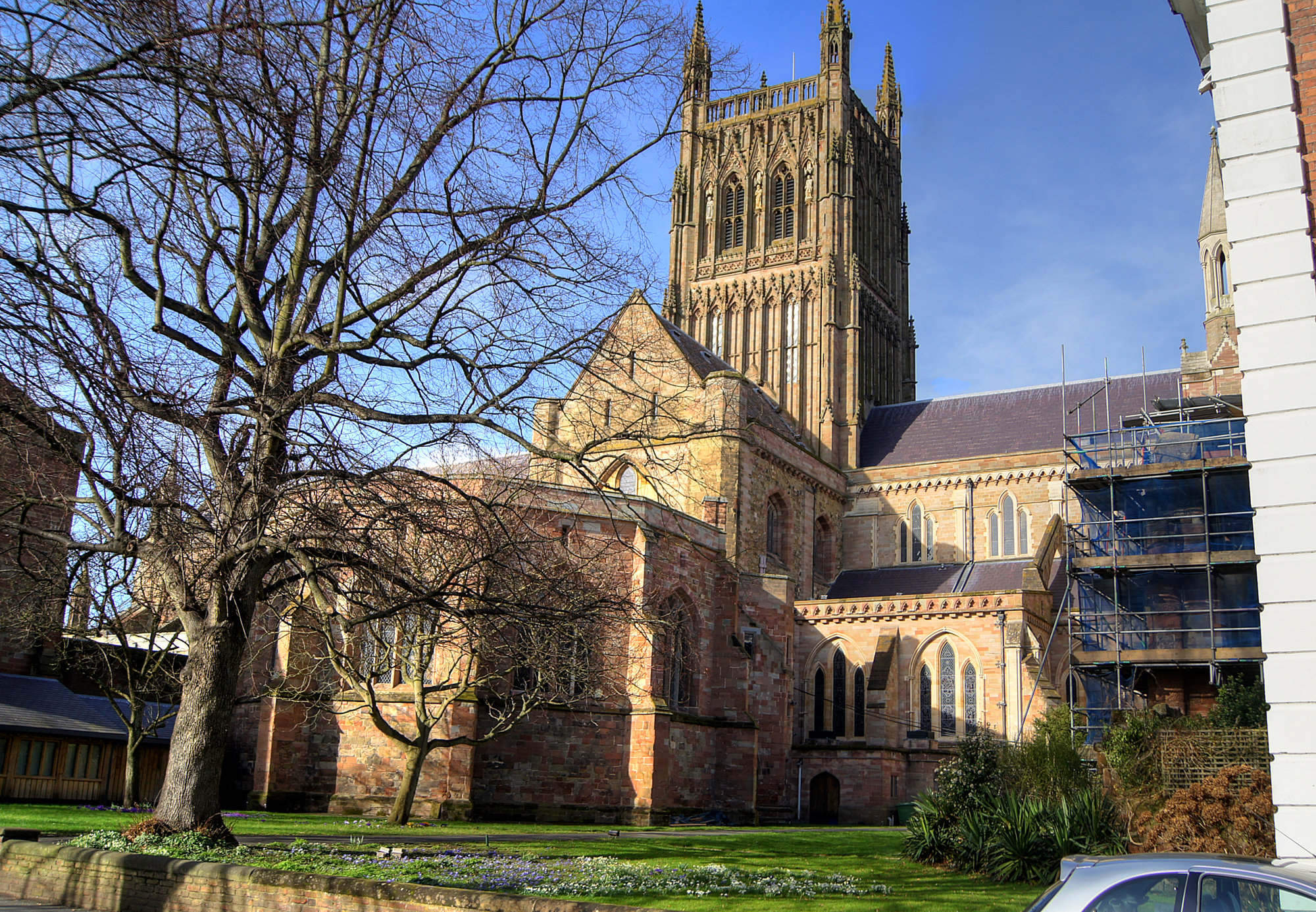
View of the cathedral from College Green
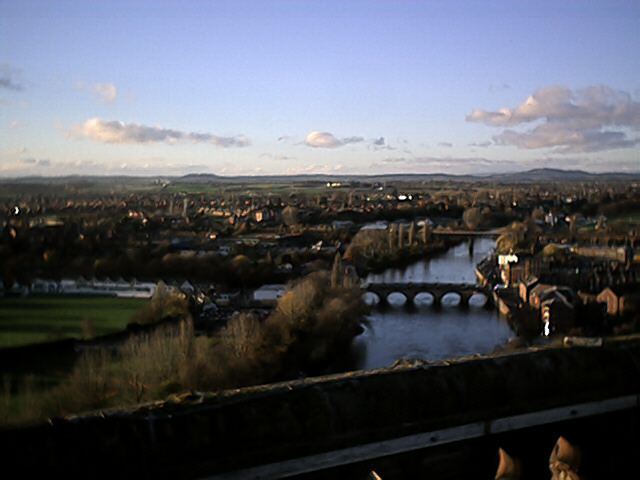
Worcester and River Severn
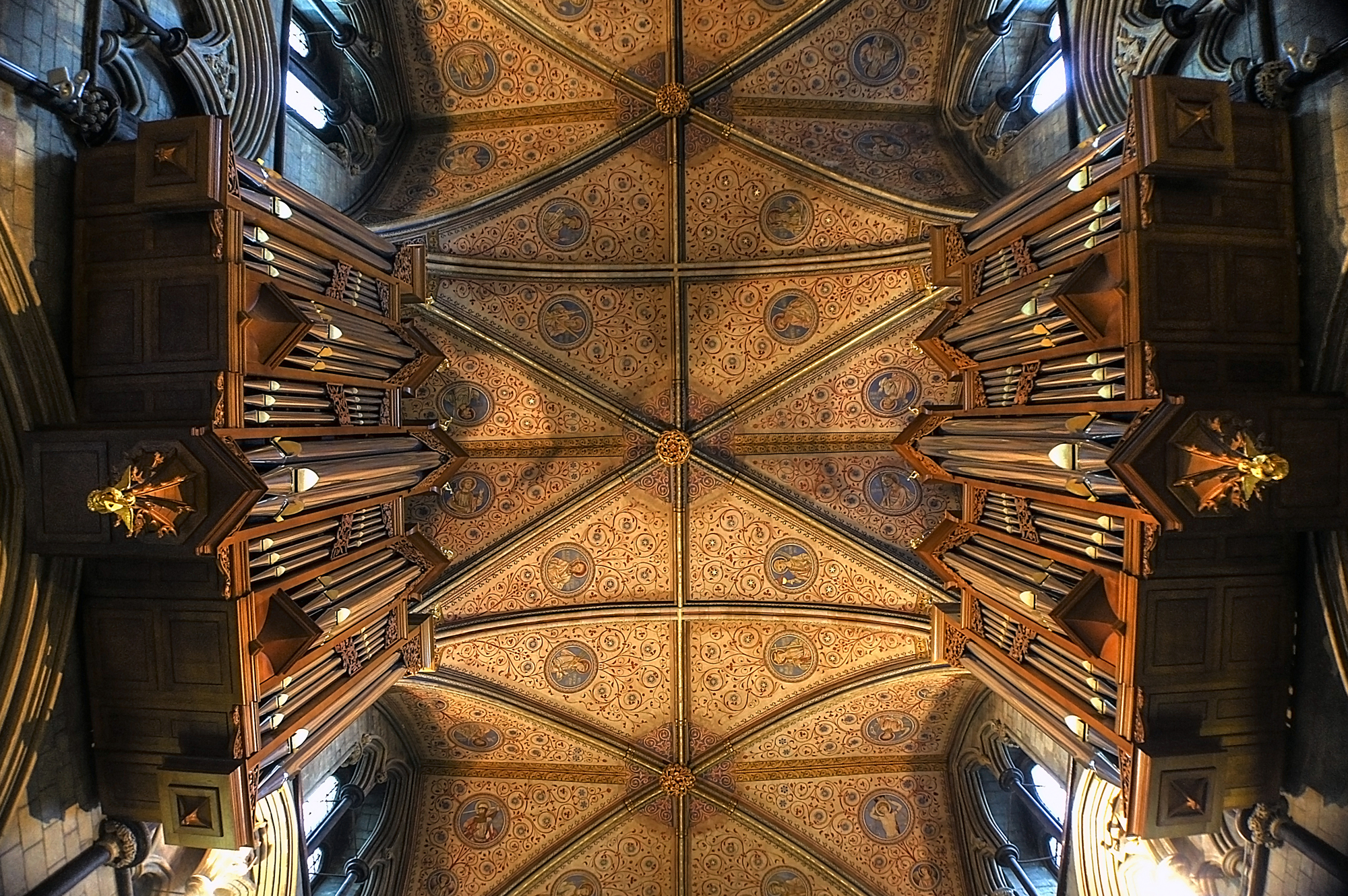
Quire organ cases and decorative ceiling
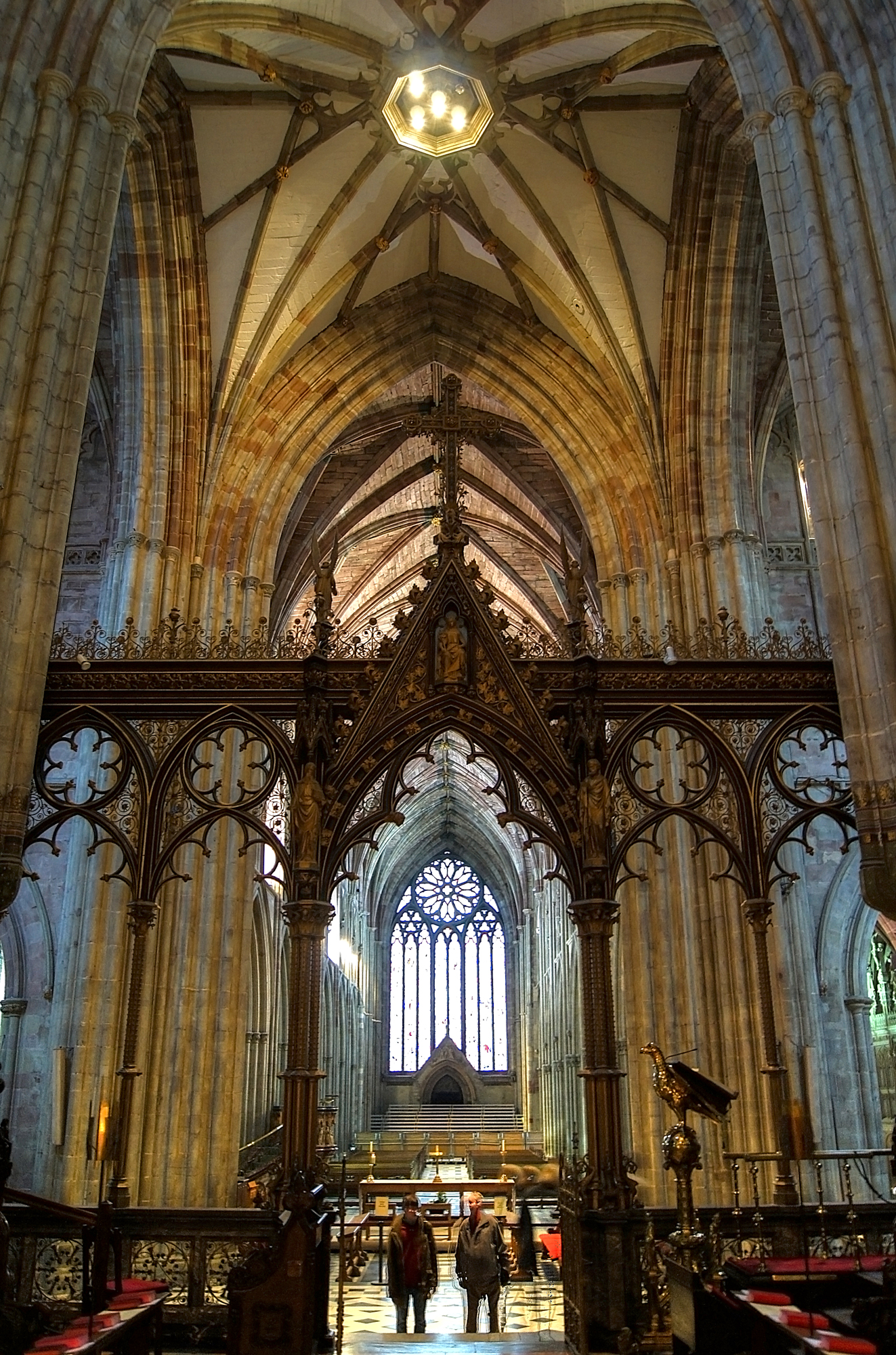
The rood screen, nave and west window
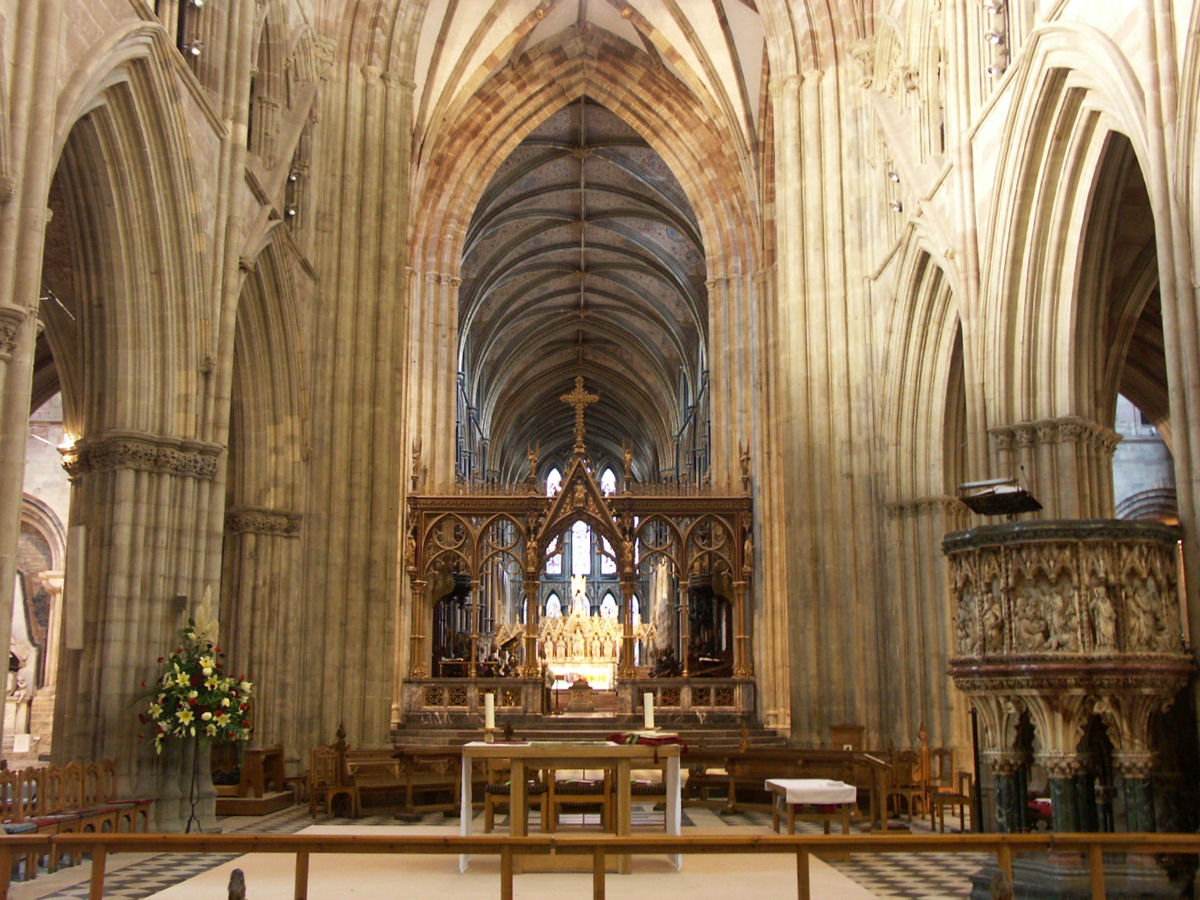
The altar area
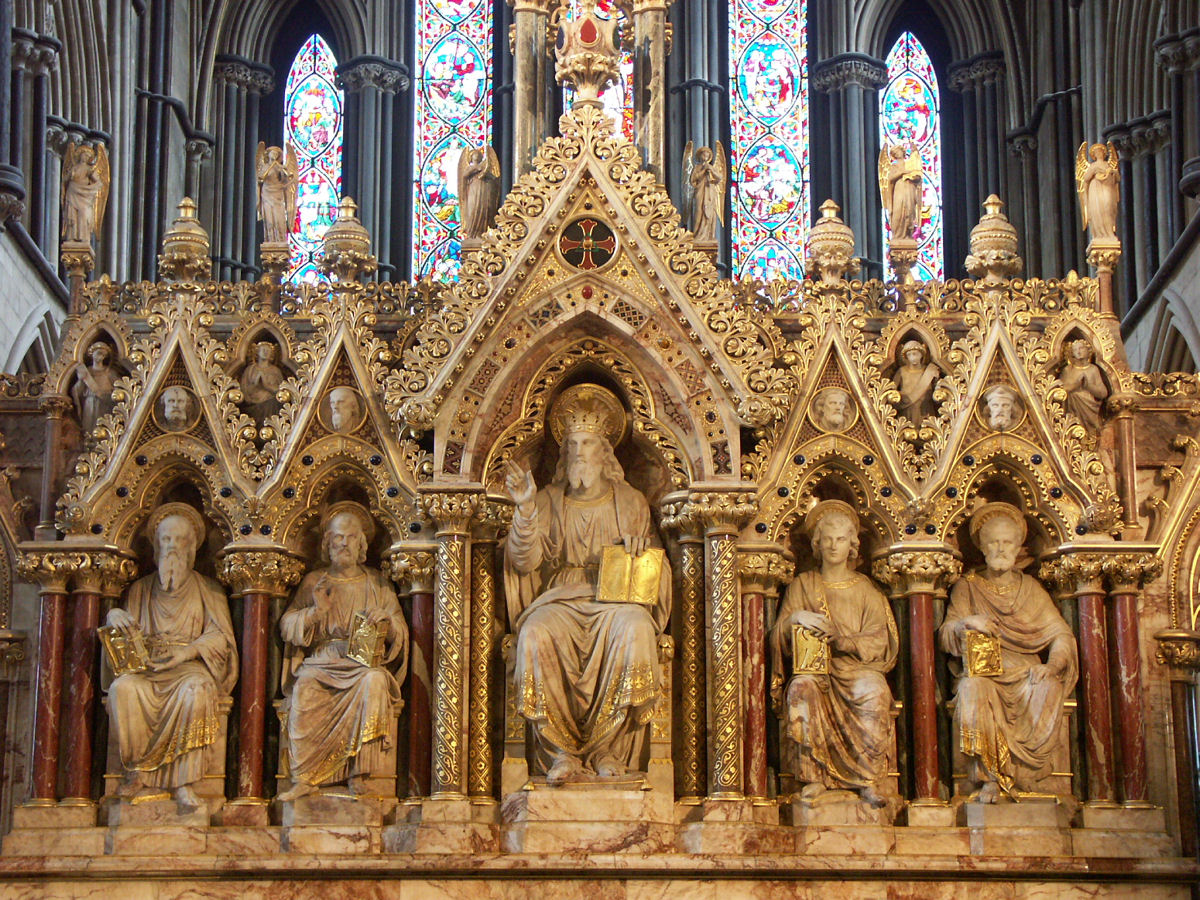
The high altar
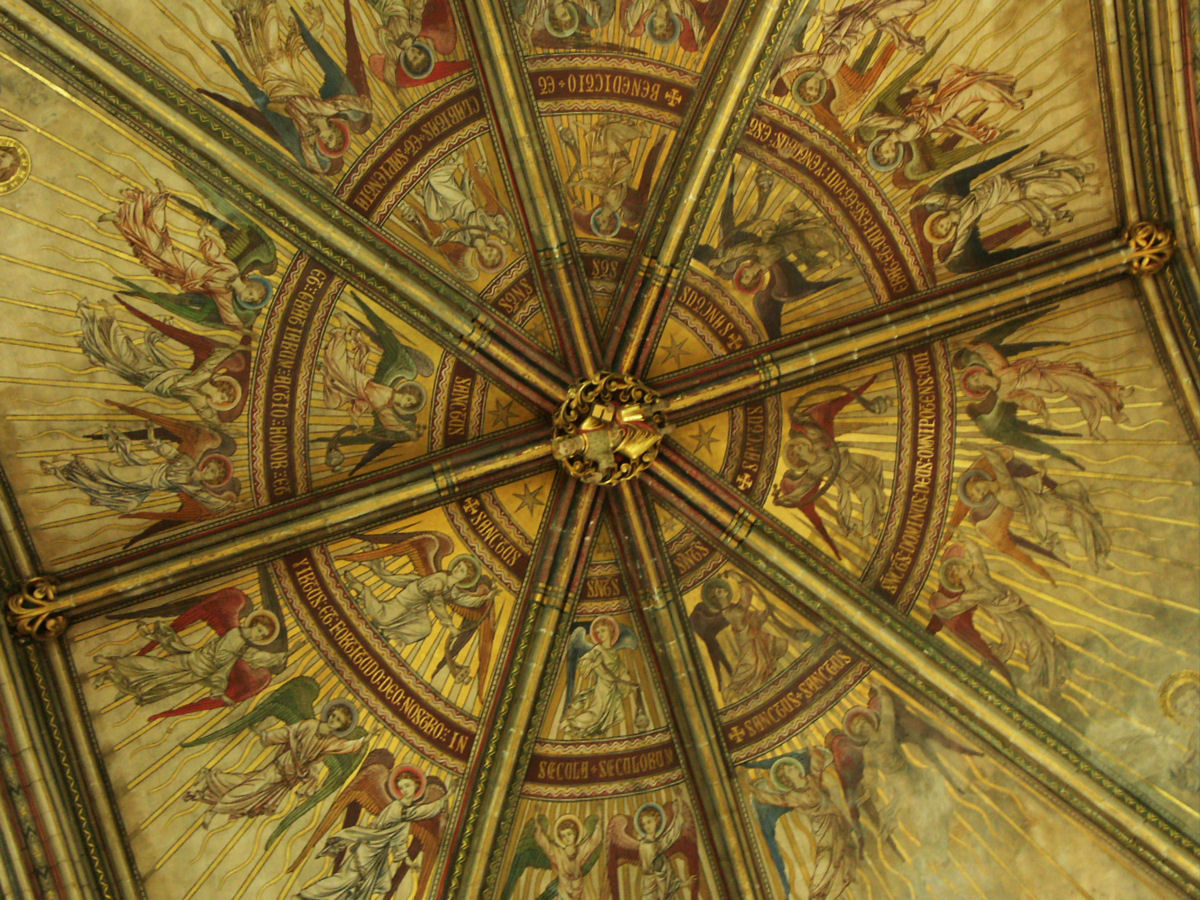
Painted ceiling
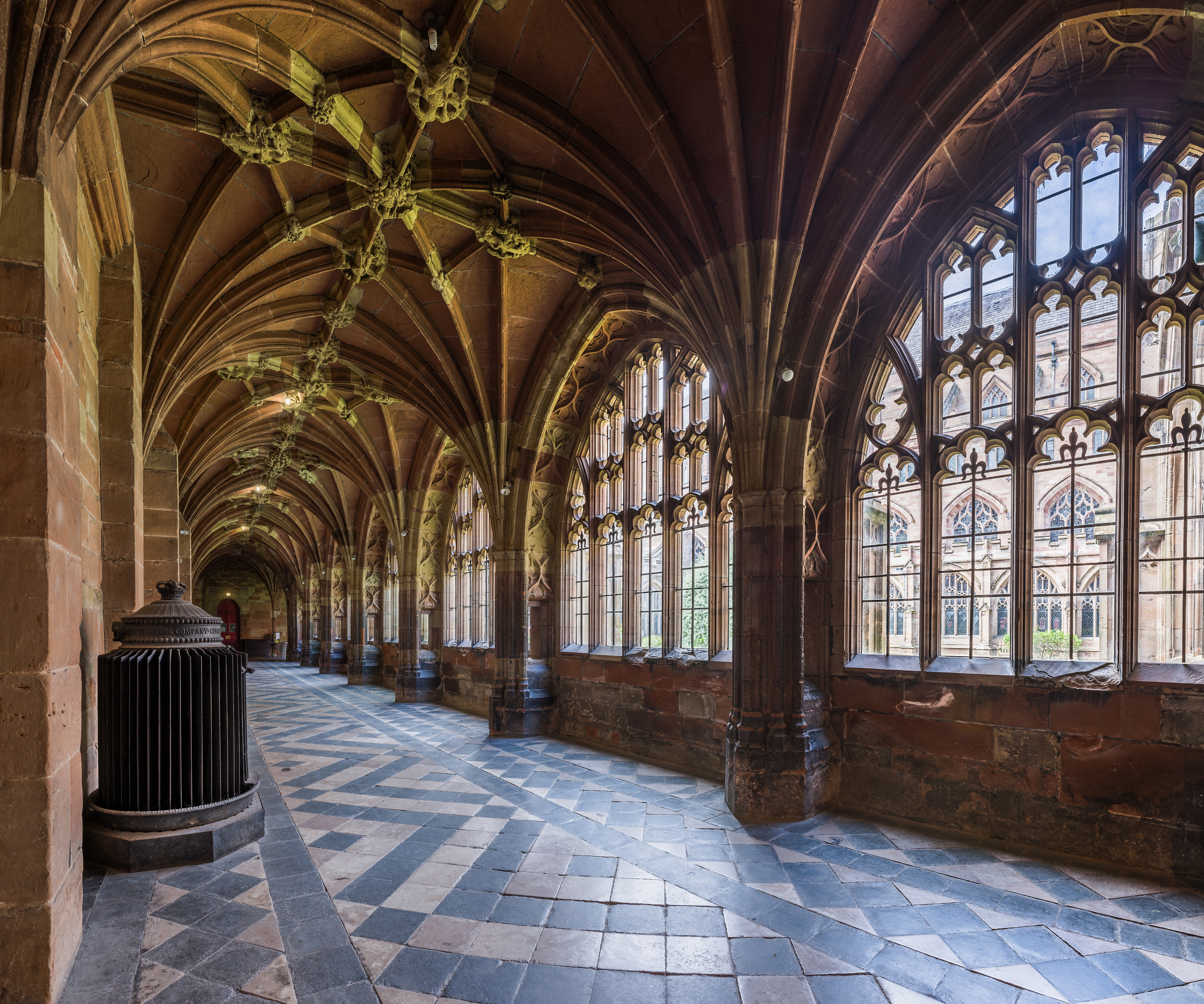
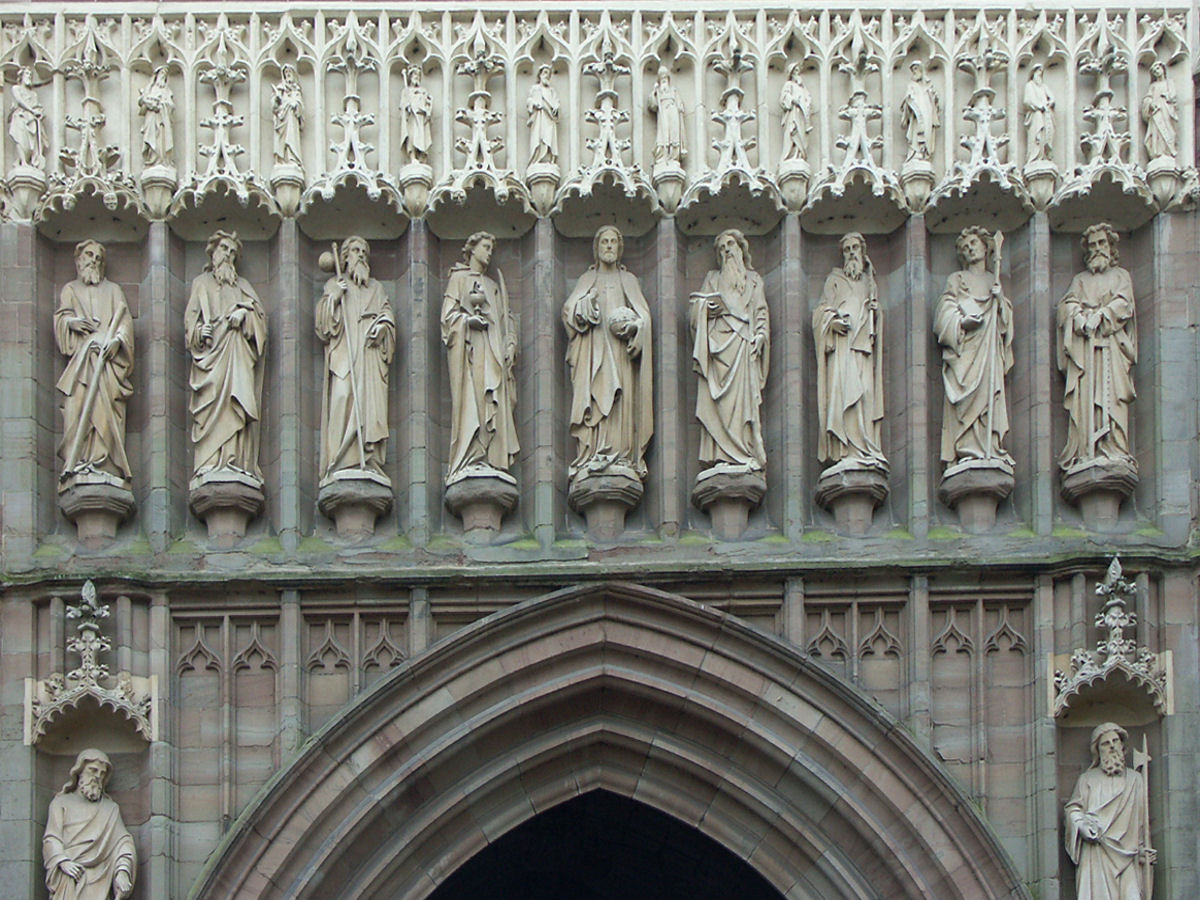
Statues above the portal
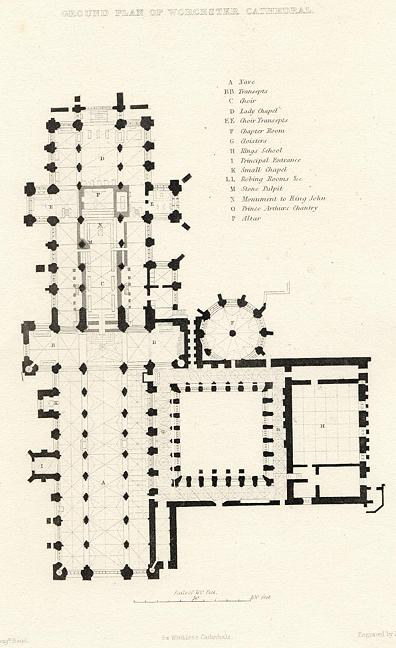
1836 Cathedral floorplan